# Braziliaanse literatuur
Braziliaanse literatuur is geschreven in het Portugees door Brazilianen in Brazilië (of daarbuiten) en dateert al van voor de onafhankelijkheid van het land van Portugal in 1822. Tijdens de 20e eeuw veranderde de literatuur geleidelijk, met een afwijkend en meer eigen Braziliaans gebruik van het Portugees.

## Koloniale periode

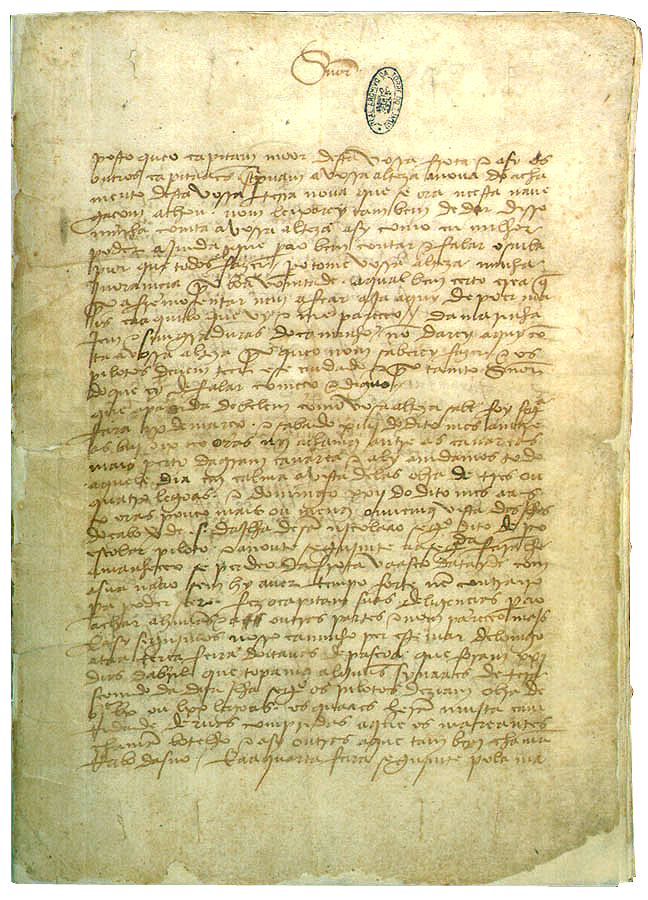
Carta de Pero Vaz de Caminha (De brief van Pero Vaz Caminha), geschreven door Pero Vaz de Caminha aan Koning Emanuel I van Portugal

Het eerst gevonden document dat wordt beschouwd als Braziliaanse literatuur is de Carta de Pero Vaz de Caminha (De brief van Pero Vaz Caminha), geschreven door Pero Vaz de Caminha aan Koning Emanuel I van Portugal. Hij beschrijft hierin hoe Brazilië er in 1500 uitzag. Dagboeken van reizigers en beeldende verhandelingen over "Portugees-Amerika" domineerden de literaire productie de twee eeuwen daarna. Het verslag van Hans Staden over zijn ontmoeting met de Tupi-Indianen, aan de kust van São Paulo, was van grote invloed op het beeld dat de Europeanen van de nieuwe wereld kregen.
Uit deze periode hebben nog een paar literaire werken de tijd overleefd, zoals een episch gedicht van Basilio da Gama dat een lofzang was op het opzetten van missieposten door Portugese Jezuïeten en het werk van Gregório de Matos, een 17e-eeuwse advocaat uit Salvador die een aanzienlijke hoeveelheid satirische, religieuze en niet-kerkelijke gedichten produceerde.
Het neoclassicisme verspreidde zich snel in Brazilië, in het midden van de 18e eeuw, in navolging van de Italiaanse (beeldende) kunstenaars. De literatuur werd over het algemeen geproduceerd door leden van academies en de inhoud was meestal pastoraal van aard (herdersliederen en -gedichten).
Belangrijkste dichters uit die tijd waren Claudio Manuel da Costa en Tomás António Gonzaga; zij waren beiden betrokken bij een opstand tegen de koloniale overheersing en werden naar Afrika verbannen.

## Romantiek
Kort na de onafhankelijkheid van Brazilië (in 1822) begon de romantiek haar invloed op de Braziliaanse poëzie uit te oefenen en dat kwam vooral door de inspanningen van de (in Europa wonende) Braziliaanse dichter Gonçalves de Magalhães. Hij publiceerde in 1836 een romantisch manifest, Discurso Sobre a História da Literatura no Brasil (Verhandeling over de geschiedenis van de literatuur in Brazilië), en in hetzelfde jaar schreef hij ook het gedichtenboek Suspiros Poéticos e Saudades (Poëtische verzuchtingen van verlangen), het eerste werk uit de Romantiek geschreven door een Braziliaan.
Kenmerkend voor de literatuur van dit pasgeboren land waren een sterke emotionaliteit, nationalisme, verheerlijking van de natuur en het geleidelijk invoeren van informeel taalgebruik. Romantische literatuur werd snel zeer populair. Schrijvers als Joaquim Manuel de Macedo, Manuel Antônio de Almeida en José de Alencar publiceerden hun werk als serieverhaal in de kranten en werden al snel nationale beroemdheden.
Tegelijkertijd begonnen dichters als Castro Alves gedichten te schrijven met een sociale inhoud, zoals de verschrikkingen van de slavernij.
Dit alles viel samen met misschien wel de grootste verworvenheid uit de Braziliaanse Romantiek: het ontstaan van een eigen identiteit, gebaseerd op het Indiaanse erfgoed en de rijke natuur van het land. Dit genre, het indigenisme, kreeg een stevige basis door twee beroemde boeken van José de Alencar: De Guarani, over een gezin van Portugese kolonisten dat Indianen als bedienden inhuurde, maar later vermoord werd door een vijandige stam en het boek Iracema, over een Portugees die schipbreuk lijdt en bij de Indianen gaat leven en met een mooie Indiaanse vrouw trouwt.

## Realisme

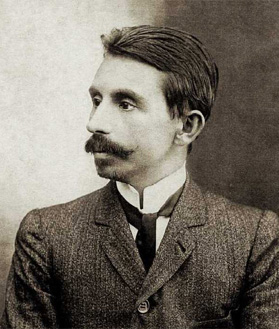
Portret van Euclides da Cunha, ca. 1900

Midden 19e eeuw raakte de Romantiek in verval. Er ontstond een nieuwe vorm van proza. Schrijvers richtten zich meer op hun eigen regio en beschreven inheemse volkeren en hun natuurlijke omgeving. Onder invloed van het naturalisme en auteurs als Émile Zola schreef Aluisio Azevedo O Cortiço (De sloppenwijk), met personages die model stonden voor alle sociale standen en klassen van dat moment. Het Braziliaanse realisme kreeg een sterke stimulans door twee schrijvers Machado de Assis en Euclides da Cunha.

### Euclides da Cunha
Da Cunha was een roemruchte schrijver, in hoge mate beïnvloed door het determinisme, en voortdurend gekweld door familieproblemen (hij werd uiteindelijk vermoord door de minnaar van zijn vrouw). Bovendien kreeg hij te maken met politieke weerstand vanwege zijn opvattingen. Als freelancejournalist versloeg hij de oorlog om Canudos, die in 1896 en 1897 woedde, een conflict tussen de Braziliaanse staat en een groep van 30.000 kolonisten die in het noordoosten van Brazilië een onafhankelijke gemeenschap hadden uitgeroepen. In 1897 bestormde een grote legermacht het dorp en doodde bijna alle bewoners. Het was het grootste binnenlandse conflict uit de Braziliaanse geschiedenis.
Zijn verhalen werden gebundeld in een lijvig boek Os Sertões (Oorlog in het binnenland).
In zijn werk ontvouwde Cunha de revolutionaire stelling dat de Braziliaanse staat een gewelddadig en oneigenlijk geheel was, dat weliswaar door de meerderheid van de analfabete en onteigende bevolking getolereerd werd. Maar in hun hart hielden ze vast aan een geloof en gewoontes die in 1000 jaar niet veranderd waren. Het boek gaat uit van het idee dat de omgeving, waarin iemand geboren is en de daar geldende maatschappelijke zeden en gewoontes, bepalend zijn voor hoe men zich als mens zal ontwikkelen. Dit determinisme is van grote invloed geweest op de Braziliaanse literatuur, vanaf het midden van de 19e eeuw tot het begin van de 20e eeuw.

## Modernisme
De "Week van de Moderne Kunst", in 1922, luidde het begin in van het modernisme in Brazilië. De Generatie van 1922 was een bijnaam voor schrijvers als Mário de Andrade, Oswald de Andrade en Cassiano Ricardo. Hun werk was een mengeling van nationalistische gevoelens en invloed van het Europese modernisme. Jorge Leal Amado de Faria (10 augustus 1912 - 6 augustus 2001), beter bekend als Jorge Amado was een schrijver uit de modernistische school en geldt als de bekendste hedendaagse schrijver uit Brazilië.
Een andere deelnemer aan de Week van de moderne kunst in 1922, Oswald de Andrade, werkte als journalist in São Paulo. Hij was afkomstig van een welgestelde familie en reisde verschillende keren naar Europa. De Andrade vertegenwoordigt het duidelijkst het opstandige karakter van de modernistische beweging. Hij is de schrijver van het Manifesto Antropófago (Manifest van een kannibaal), uit 1927. Hierin stelt hij dat Brazilië, als een kannibaal, vreemde culturen moet verslinden en, na vertering, een eigen identiteit moet scheppen.

## Postmodernisme

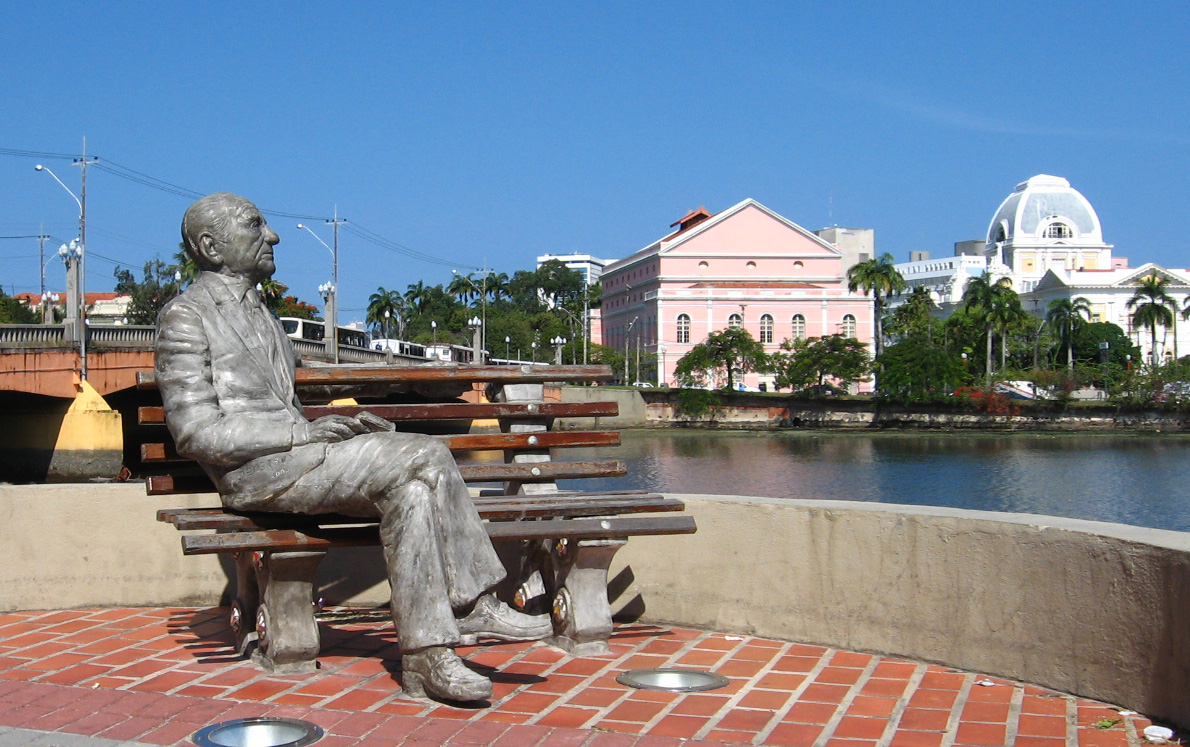
Sculptuur van João Cabral de Melo Neto in Recife

Twee tendensen waren kenmerkend voor het Braziliaanse modernisme: het experimentele taalgebruik en het toegenomen nationaal bewustzijn. Hierna volgde een periode, waarin juist de nadruk werd gelegd op formeel taalgebruik. De generatie van 1945 bestond onder anderen uit João Cabral de Melo Neto, met zijn bijzonder lijfelijke poëzie als tegenhanger van Carlos Drummond de Andrade's poëtisch modernisme en verder sonnetten van de hand van Vinicius de Moraes.
Twee schrijvers uit deze school hebben na 1950 een plaats verworven in de canon van de Braziliaanse literatuur: Clarice Lispector, bekend door haar existentialistische romans, en João Guimarães Rosa, wiens experimenteel taalgebruik het gezicht van de Braziliaanse literatuur voorgoed veranderd heeft. Zijn roman Grande Sertão: Veredas wordt vergeleken met James Joyce' Ulysses of Berlin Alexanderplatz van Alfred Döblin.
Nelson Rodrigues maakte carrière als toneelschrijver en sportjournalist. Zijn toneelstukken en korte verhalen – meestal oorspronkelijk gepubliceerd in de krant als feuilleton – zijn een kroniek van de sociale zeden en gewoontes van de jaren 1950 en 1960: overspel en seksuele afwijkingen waren zijn favoriete onderwerpen. Hij was een uitgesproken criticus van de linkse beweging die protesteerde tegen de militaire dictatuur na de staatsgreep van 1964 en kreeg daardoor het stempel van rechts en conservatief.

## Hedendaags
De hedendaagse Braziliaanse literatuur is, in het algemeen, zeer gericht op het leven in de grote stad en alle aspecten hiervan: eenzaamheid, geweld, politiek en de macht van de media. Rubem Fonseca en Sérgio Sant'Anna hebben hierover in de jaren 1970 belangwekkende boeken gepubliceerd. Een nieuwe ontwikkeling in de Braziliaanse literatuur die zich tot dan toe vooral op het platteland afspeelde.
Sinds de jaren 1980 zijn er nieuwe trends zichtbaar in de boeken van schrijvers als João Gilberto Noll, Milton Hatoum en Cristovão Tezza. Dichters als Ferreira Gullar, Gerardo Mello Mourao en Manoel de Barros vinden de meeste bijval in Braziliaanse literaire kringen. Zowel Gullar als Mourao werden genomineerd voor de Nobelprijs voor Literatuur.